# Ейміт-Сіті (Луїзіана)
Ейміт-Сіті (англ. Amite City) — місто (англ. town) в США, в окрузі Танґіпаоа штату Луїзіана. Населення — 4005 осіб (2020).

## Географія
Ейміт-Сіті розташований за координатами 30°43′56″ пн. ш. 90°30′55″ зх. д. / 30.73222° пн. ш. 90.51528° зх. д. (30.732164, -90.515286).  За даними Бюро перепису населення США в 2010 році місто мало площу 10,05 км², з яких 10,01 км² — суходіл та 0,04 км² — водойми.

## Демографія
Згідно з переписом 2010 року, у місті мешкала 4141 особа в 1317 домогосподарствах у складі 875 родин. Густота населення становила 412 осіб/км².  Було 1502 помешкання (149/км²).
Расовий склад населення:
| - 54,5 % — чорних або афроамериканців - 43,6 % — білих - 0,6 % — азіатів - 0,1 % — корінних американців |

До двох чи більше рас належало 0,9 %. Частка іспаномовних становила 1,5 % від усіх жителів.
За віковим діапазоном населення розподілялося таким чином: 22,2 % — особи молодші 18 років, 65,1 % — особи у віці 18—64 років, 12,7 % — особи у віці 65 років та старші. Медіана віку мешканця становила 35,7 року. На 100 осіб жіночої статі у місті припадало 120,1 чоловіків;  на 100 жінок у віці від 18 років та старших — 124,1 чоловіків також старших 18 років.
Середній дохід на одне домашнє господарство  становив 61 078 доларів США (медіана — 49 919), а середній дохід на одну сім'ю — 68 238 доларів (медіана — 57 355). За межею бідності перебувало 16,5 % осіб, у тому числі 23,3 % дітей у віці до 18 років та 5,7 % осіб у віці 65 років та старших.
Цивільне працевлаштоване населення становило 1714 осіб. Основні галузі зайнятості: освіта, охорона здоров'я та соціальна допомога — 28,7 %, будівництво — 13,9 %, публічна адміністрація — 12,7 %.